# Prysmian
Cet article concerne une entreprise. Pour le voilier Prysmian Group, voir StMichel-Virbac.
Prysmian S.p.A. est une entreprise italienne dont le siège social est implanté à Milan. Elle est spécialisée dans la production de câbles d'énergie et de télécommunications. Prysmian est issue de l'ex-société Pirelli Cavi, premier constructeur mondial de câbles. Elle peut fournir des prestations clé en main allant de la conception des réseaux jusqu'à la maintenance en passant par leur réalisation et fourniture des composants.
Prysmian a été constituée en 2005, avec l'intervention du groupe Goldman Sachs, qui a racheté les activités de la société Pirelli Cavi SpA, filiale du groupe Pirelli et en a assuré la diffusion dans le public. Actuellement, 80 % du capital est détenu par un très large public international, seuls 20 % sont détenus par des investisseurs institutionnels.

## Histoire de la société

### Filiale de Pirelli
En 1879, quelques années à peine après la création de la société Pirelli, la division Pirelli Cavi e sistemi est créée. En 1886, est construite, tout près du port de La Spezia de la première usine Pirelli spécialisée dans la production de câbles sous-marins. Cette même année, Pirelli installe une liaison télégraphique qui traverse la Mer Rouge.
En 1902, est créée une filiale en Espagne avec la construction d'une usine de fabrication de câbles Pirelli. En 1914, est créée une filiale en Grande-Bretagne avec la construction d'un site de production, ce sera le cas en Argentine en 1917 et au Brésil en 1929. En 1925, est créée une filiale aux États-Unis à la suite du contrat de fourniture et pose de la première liaison télégraphique sous-marine transatlantique longue de 5,150 km, entre l'Italie et l'Amérique. Les années suivantes, Pirelli double les liaisons électriques alimentant New York et Chicago. Dans les années 1930, Pirelli assure la liaison transatlantique entre le Brésil et l'Afrique du Nord. Pirelli installe une usine au Canada pour les câbles électriques de forte puissance enterrés, une nouveauté dans le pays.
En 1950, le ministère italien des Postes et télécommunications confie à Pirelli Cavi le câblage TV interurbain du pays ainsi que la réalisation de la liaison téléphonique entre l'Italie et le Brésil. Dans les années 1970, Pirelli Cavi rachète son compatriote CEAT Cavi, spécialiste des câbles d'énergie très haute tension. En 1982, Pirelli Cavi devient le premier producteur de câbles à fibres optiques. Entre 1998 et 2001, plusieurs grandes acquisitions internationales sont réalisées : Pirelli Cavi rachète successivement les sociétés Siemens AG Kabel (Allemagne), BICC et Metal Manufacturers Ltd (Grande-Bretagne) et deux sites du japonais NFK. Entre 2001 et 2004, ce sont les années où le câblage en fibre optique a littéralement explosé dans le monde en liaison avec la bulle internet,

### Scission et indépendance
En 2005, le groupe Pirelli souhaite se séparer de sa filiale câbles afin de se concentrer sur les pneumatiques et la téléphonie avec le rachat de Telecom Italia. Les sociétés Pirelli Cavi e sistemi (énergie et télécommunications) sont reprises par la société Prysmian, société créée ad hoc par Goldman Sachs, qui cédera les actions à un groupe d'investisseurs étrangers à hauteur de 20 % et le reste sera dispersé dans le public. Pirelli Cavi e Sistemi devient Prysmian Cables & Systems. Le 3 mai 2007, Prysmian Cables & Systems est cotée à la bourse de Milan et depuis le 24 septembre 2007, elle fait partie de l'indice S&P MIB. Le groupe reste leader mondial dans son secteur. Le 15 novembre 2010, Prysmian est sélectionné pour le projet canadien FORCE (Fundy Ocean Research Centre for Energy), le plus gros projet au monde de production d'énergie par des courants marins : 2 000 mégawatts.
Le 22 novembre 2010, Prysmian annonce la signature d'une lettre d'intention pour le rachat du groupe hollandais Draka. L'OPA amicale est lancée en janvier 2011.
En 2011, Prysmian rachète Draka et va devenir le numéro un mondial du câble avec environ 20 000 personnes et un chiffre d’affaires de l’ordre de 5,8 milliards d’euros (données 2009), devançant ainsi l’actuel numéro un mondial des câbles, le français Nexans. 
En décembre 2017, Prysmian annonce l'acquisition de General Cable pour 3 milliards de dollars.

## Structure
Prysmian se compose de deux divisions : 
- Câbles et systèmes d'énergie - ce sont les câbles et les systèmes de transport de l'énergie électrique, câbles aériens, enterrés et sous marins allant de 120 à 525 kV,
- Câbles et systèmes de télécommunication - ce sont les câbles et systèmes associés pour les télécommunications, câbles en cuivre pour quelques rares marchés mais surtout les câbles à fibres optiques dont Prysmian est leader mondial.

Le groupe Prysmian opère à travers ses filiales au niveau mondial, il dispose de 56 sites industriels avec un total de plus de 12 000 salariés dans 39 pays. En 2008, le groupe a réalisé un chiffre d'affaires de 5 milliards d'euros.

## Composition de l'actionnariat
- BlackRock - 5,725 %
- Fil Limited - 3,323 %
- UBS - 2,467 %
- Standard Life - 2,157 %
- JPMorgan Chase & Co. - 2,170 %
- Jabre Capital Partners - 2,097 %
- Lazard - 2,078 %
- Schroder Investment Management Ltd - 2,027 %
- Solde (80 %) est réparti dans le public.

Données communiquées à la CONSOB - Commissione Nazionale per le Società e la Borsa - le gendarme de la bourse italienne, au 9 avril 2010.

## Prysmian en France
Prysmian possède 10 usines en France (à Amfreville-la-mivoie, Gron, Paron, Charvieu, Cornimont, Sainte Geneviève, Douvrin, Calais, Chavanoz et Montereau).
En 2006, Prysmian ferme son usine Eurelectric située à La Bresse et transfère l'activité en Roumanie.

### Activité, rentabilité de Prysmian Cables et Systèmes France
La société créée en 1975 a son siège social à Sens (Yonne).
|                                        | 2016  | 2017  | 2018  |
| -------------------------------------- | ----- | ----- | ----- |
| Chiffre d'affaires en millions d'euros | 512;6 | 498,5 | 502,4 |
| Résultat net en millions d'euros       | 11,3  | 23    | 19,6  |
| Effectif moyen annuel                  | nc    | 1203  | 1175  |

### Activité, rentabilité de Draka Comteq France
La société créée en 1994 a son siège social à Paron (Yonne)
|                                        | 2016  | 2017  | 2018  |
| -------------------------------------- | ----- | ----- | ----- |
| Chiffre d'affaires en millions d'euros | 221,2 | 250,2 | 301,5 |
| Résultat net en millions d'euros       | 14,5  | 25,6  | 40,4  |
| Effectif moyen annuel                  | 432   | 438   | 442   |